# Fnugget
Fnugget är en kulle i Antarktis. Den ligger i Östantarktis. Norge gör anspråk på området. Toppen på Fnugget är 1 715 meter över havet, eller 80 meter över den omgivande terrängen. Bredden vid basen är 0,88 km.
Terrängen runt Fnugget är huvudsakligen lite kuperad. Trakten är obefolkad. Det finns inga samhällen i närheten.